# Saint-Maurice-en-Rivière
Saint-Maurice-en-Rivière is een gemeente in het Franse departement Saône-et-Loire (regio Bourgogne-Franche-Comté) en telt 435 inwoners (1999). De plaats maakt deel uit van het arrondissement Chalon-sur-Saône.

## Geografie
De oppervlakte van Saint-Maurice-en-Rivière bedraagt 18,7 km², de bevolkingsdichtheid is 23,3 inwoners per km².
De onderstaande kaart toont de ligging van Saint-Maurice-en-Rivière met de belangrijkste infrastructuur en aangrenzende gemeenten.

## Demografie
Onderstaande figuur toont het verloop van het inwonertal (bron: INSEE-tellingen).